# Напад НОВЈ на Зворник јула 1943.
Прва пролетерска и Прва и Друга војвођанска НОУ бригада 16. ударне дивизије НОВЈ концентричним нападом су 5. јула заузеле Зворник, присиливши делове разбијене усташке 1. бригаде и домобранског 15. пешадијског пука да се, уз прихват делова Руског заштитног корпуса спашавају бекством преко пешачког моста преко Дрине у Србију. У борби су погинули политички комесар Прве пролетерске ударне дивизије НОВЈ Филип Кљајић Фића и политички комесар чете у 1. батаљону 1. пролетерске НОВ бригаде Радован Гардашевић, народни хероји. Усташама у Зворнику су нанети губици од 460 погинулих.

## Припрема напада
У Зворнику су се тада налазили делови разбијених усташких бојни: 21. из Дрињаче, 29. из Сребренице, 28. из Хан Пијеска, 3 усташке бојне и 2. бојне 15 пука из Власенице, који су се извукли бежањем испред Прве пролетерске дивизије и војвођанских бригада.
Град је опасан природним положајима на којима су била солидно изграђена утврђења и велики број бункера. Кључне тачке у спољној одбрани Зворника представљали су положај Вратоломац, Змајевац и Кула Град и, нешто јужније од Зворника, до саме Дрине, врло стрми Млађевац.
У с. Цапардима, око 15 km западно од Зворника, на комуникацији Зворник-Тузла, налазила се добро утврђена посада јачине две чете усташа из састава 3. бојне Тузланске бригаде.
Командант Прве пролетерске дивизије Коча Поповић наредио је Првој пролетерској бригади да предузме напад на Зворник 4. јула у 21 час. У нападу су учествовали и батаљони Прве и Друге војвођанска бригада.
Идеја напада је била да се у току ноћи снажним јуришем заузму Кула Град, Змајевац и Вратоломац и снаге бранитеља гарнизона сабију у Зворник и уз Дрину, не дозвољавајући му да извуче своје снаге у правцу села Дрињаче и Цапарда, или Бијељине, а затим да се присили на предају или уништи у самом граду.
На Кулу Град и непосредно на саму варош нападала су са запада четири батаљона Прве пролетерске бригаде и Други батаљон Друге војвођанске бригаде. Један батаљон Прве пролетерске и Трећи батаљон Друге војвођанске бригаде нападали су на Змајевац. Први батаљон Друге војвођанске бригаде затварао је друм Зворник-Тузла и налазио се на положајима Ахметово Брдо-Рудине. Прва војвођанска НОУ бригада је преоријентисана према селу Цапардима и она је предузела напад на усташке положаје на Косовачи, штитећи на тај начин са запада јединице које су нападале на Зворник. Остале јединице Прве пролетерске дивизије биле су оријентисане према Соколцу.

## Ток напада
У току ноћи заузети су Кула Град, Млађевац и Змајевац. Бранитељи су ујутро давали очајнички отпор из града, вршећи противнападе један за другим. Међутим, јединице НОВЈ су све више сужавале обруч. Крагујевачки батаљон Прве пролетерске бригаде избио је код самог моста и са групом бомбаша и пушкомитраљезаца напао из позадине усташку одбрану. Усташе је захватила паника. Деморалисана маса је у зору јурнула да преко моста на Дрини бежи у Србију. Десетине пушкомитраљеза и тешких митраљеза са доминантних положаја и са кровова кућа тукли су у збијену гомилу која је покушавала да се преко моста дочепа друге обале Дрине. Само је мали број усташа успео да се спасе бекством у Србију, где је прихваћен од јединице Руског заштитног корпуса у Малом Зворнику.
Зворник је заузет узору 5. јула. Заплењен је велики ратни материјал и складишта хране. Непријатељски губици у људству били су такође велики.
У општој бојној релацији Заповједништва Другог зборног подручја НДХ за месец јули 1943. године о току борбе за Зворник и тактици јединица НОВЈ напада каже се:
...  Готово у исто вријеме са нападом на главној борбеној линији послужио се непријатељ и тиме што је непријатељ успио да сасвим малим ударним групама, добро наоружаним, дође још у току ноћи иза леђа наше главне борбене црте. Успјевши непријатељу да одбаци наше снаге са постава Дивић и Млађевац, те Змајевац, непријатељски мали дијелови одиграли су одлучну улогу тиме што су са својом митраљеском ватром у самом граду омели да наше снаге, које су одступиле са кота, изврше уједно посједање важних још ослоних тачака у самом граду, ка'ко би се бар спријечио продор у средиште града ...
У извештају Усташког стожера из Тузле достављеном 22. јула 1943. Главном усташком стану у Загребу, о борбама за Зворник се каже и следеће:
... Зворник је требало да бране јединице 1 усташког здруга које су након вишедневних огорчених борби разбијене и стигле са премореним, голим и босим људством — али ипак са оружјем у Зворник. Ове јединице нису биле способне за борбу. За неколико дана њихова боравка у Зворнику није им стигла потребна обућа и одјећа...
Зворник је у ноћи 4. на 5. јула нападнут и заузет по партизанима. Чиновништво, усташки оружници, легионари и нешто грађана прешли су у Србију. При прелазу преко Дрине било је много жртава, тако да је изгубљено од 400—500 људи...
Послије овога пораза народ је страшно потиштен и утучен. Углед усташтва и државног ауторитета је веома опао ...

## Борба са интервентним снагама
Истог дана када се водила борба за Зворник, у селу Цапарде су стигли извиђачки одред и Противтенковски дивизион 369. легионарске дивизије, а из Босанског Брода 2. јуришни батаљон. Ове снаге са четом усташа из Цапарда и са три тенка из извиђачког батаљона 369. легионарске дивизије обједињене под немачком командом, предузеле су 5. јула напад на положаје Прве војвођанске бригаде у циљу да се пробију за Зворник. Немачка авијација је подржавала напад и бомбардовала положаје јединица НОВЈ. Штаб Прве пролетерске дивизије није имао тачне податке о јачини немачко-усташких снага код Цапарда. Сматрао је да су слабе, па је настојао да се село Цапарди обавезно и заузме.
Штаб Прве пролетерске бригаде је издао заповест за напад на село Цапарде. Дошло је до тешке борбе: Други батаљон је био опкољен али је захваљујући одлуци команданта батаљона и брзо изведеном маневру успео да се извуче; део Трећег батаљона је одсечен, а Први батаљон је водио тешку борбу цело послеподне и уз велике жртве успео да се пробије. Приликом ових борби погинуо је Филип Кљајић Фића, политички комесар Прве пролетерске дивизије.
Наредних дана, настављајући нападе, око 3.000 немачко-усташких војника, од којих је главнину сачињавао 370. пук 369. легионарске дивизије, уз јаку подршку авијације и тенкова, уклинило се правцем Цапарди-Зворник у борбени поредак јединица НОВЈ и све се више приближавало Зворнику. Јединице НОВЈ, да не би биле раздвојене, морале су 8. јулa повући све своје снаге јужно од комуникације. Друга војвођанска НОУ бригада је у току повлачења водила жестоке борбе. Јединице су биле изложене убитачном дејству немачке авијације. Ипак је у току 8. јула комуникација пређена. Једна чета Другог батаљона Друге војвођанске бригаде и једна чета из Прве пролетерске бригаде остале су одсечене северно од друма и саме су се даље пробијале у правцу Мајевице. Немачко-усташка борбена група је, претрпевши знатне губитке, 8. јула ушла у Зворник, који су јединице НОВЈ благовремено напустиле. Према извештају немачке команде, тешко су рањени командант 370 пука и његов ађутант.